# Parc Nacional de Stabbursdalen
El Parc Nacional de Stabbursdalen (en noruec: Stabbursdalen nasjonalpark) és un parc nacional de Noruega, situat al nord del país. Conté el bosc de pins més septentrional del món. Se situa al municipi de Porsáŋgu, al comtat de Finnmark, Noruega. El parc envolta el riu Stabburselva i la seva vall circumdant, just a l'oest de la gran Porsangerfjorden. Un petit racó del parc s'estén fins a la veí municipi de Kvalsund.

## Parc nacional

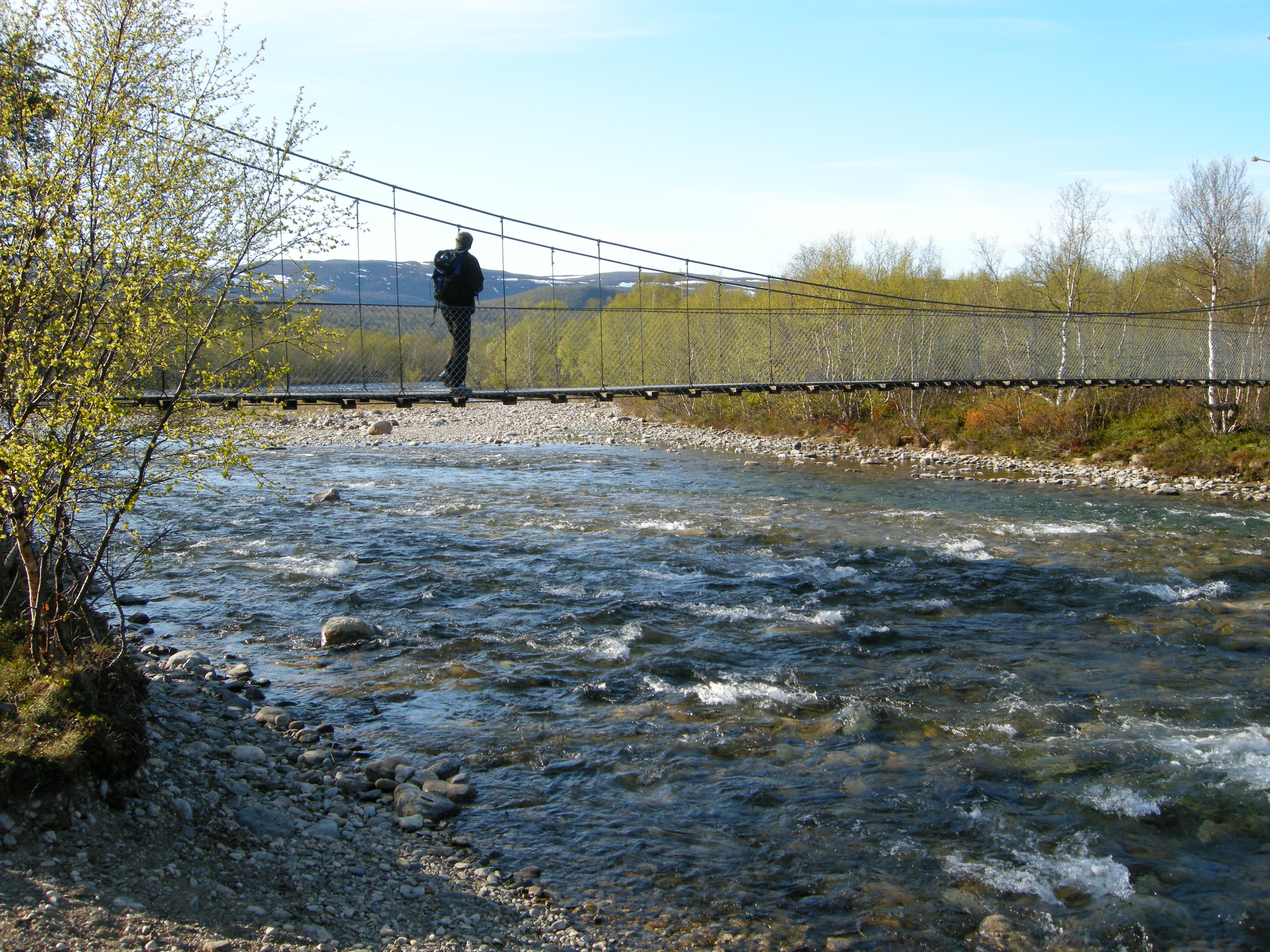
Riu Stabburselva

El Parc Nacional de Stabbursdalen conté moltes típiques formes de paisatge de Finnmark: muntanyes àrides i altiplans, barrancs estrets, amb bedolls de muntanya dispersos i trams de boscos de pins. Les cascades i bassetes profundes marquen el riu Stabburselva, ja que s'executa a través del parc nacional. A Luobbal (Lompola) escombra suaument en àmplies badies. Les escarpades muntanyes nues de Gaissene al sud-est contrasten amb l'antic paisatge ondulat al nord i a l'oest. El parc va ser establert originalment el 1970, conservant 98 quilòmetre quadrats d'àrea de bosc que envolta el riu. El 2002, el parc va ser enormement ampliat per cobrir un total de 747 quilòmetres quadrats.

## Bosc de pi

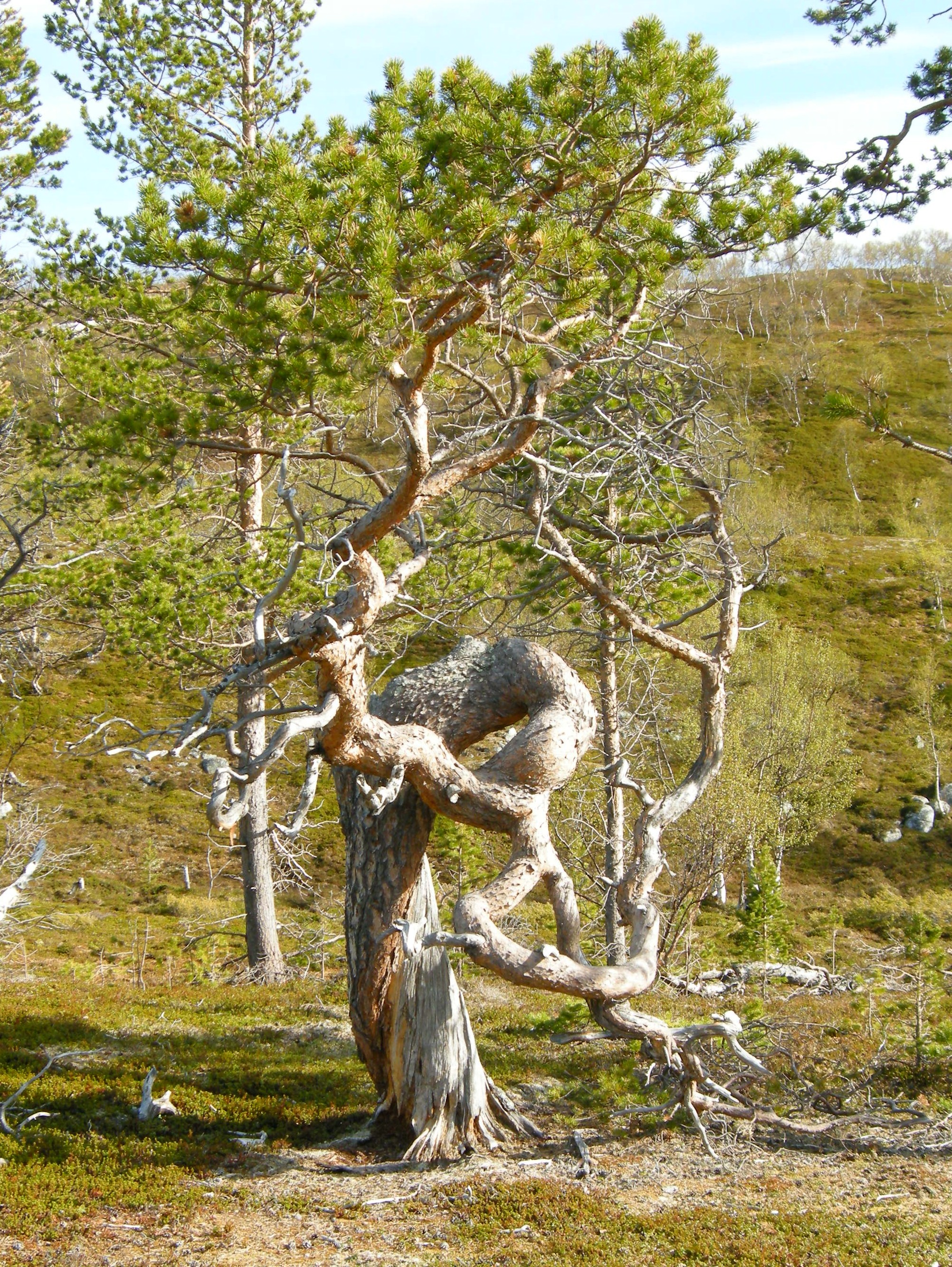
Pi roig al Stabbursdalen

Fa uns 7,500-5,000 anys quan el clima era més càlid, els boscos de pins es va estendre terra endins al llarg dels fiords i valls. A mesura que feia més fred, el bosc es va retirar i només ha sobreviscut en valls protegides com Stabbursdalen, on forma el bosc de pins (de l'espècie pi roig) més septentrional del món. Per tant, la seva protecció és un dels principals objectius d'aquest parc nacional.
A l'extrem nord del parc el bosc està més obert, amb sovint pins arbustius baixos, ja que aquests creixen lentament, ja que han de resistir a les grans glaçades i els forts vents. El sòl estèril sec només admet un pobre sotabosc de líquens i brucs.
A Loubbal les zones humides constitueixen un fèrtil oasi en una zona àrida. Al llarg del riu, el salze i els joncs, amb boscos de pins al darrere fan que hi hagi una rica avifauna. Stabbursdalen és l'hàbitat més septentrional per a moltes espècies, incloent el gall de cua forcada i l'àguila peixatera, i els aiguamolls són l'hàbitat especialment per als ànecs. Els gegantins pins del centre del parc proporcionen bons llocs d'implantació per a la bucephala i el bec de serra gros.

## Habitants del parc

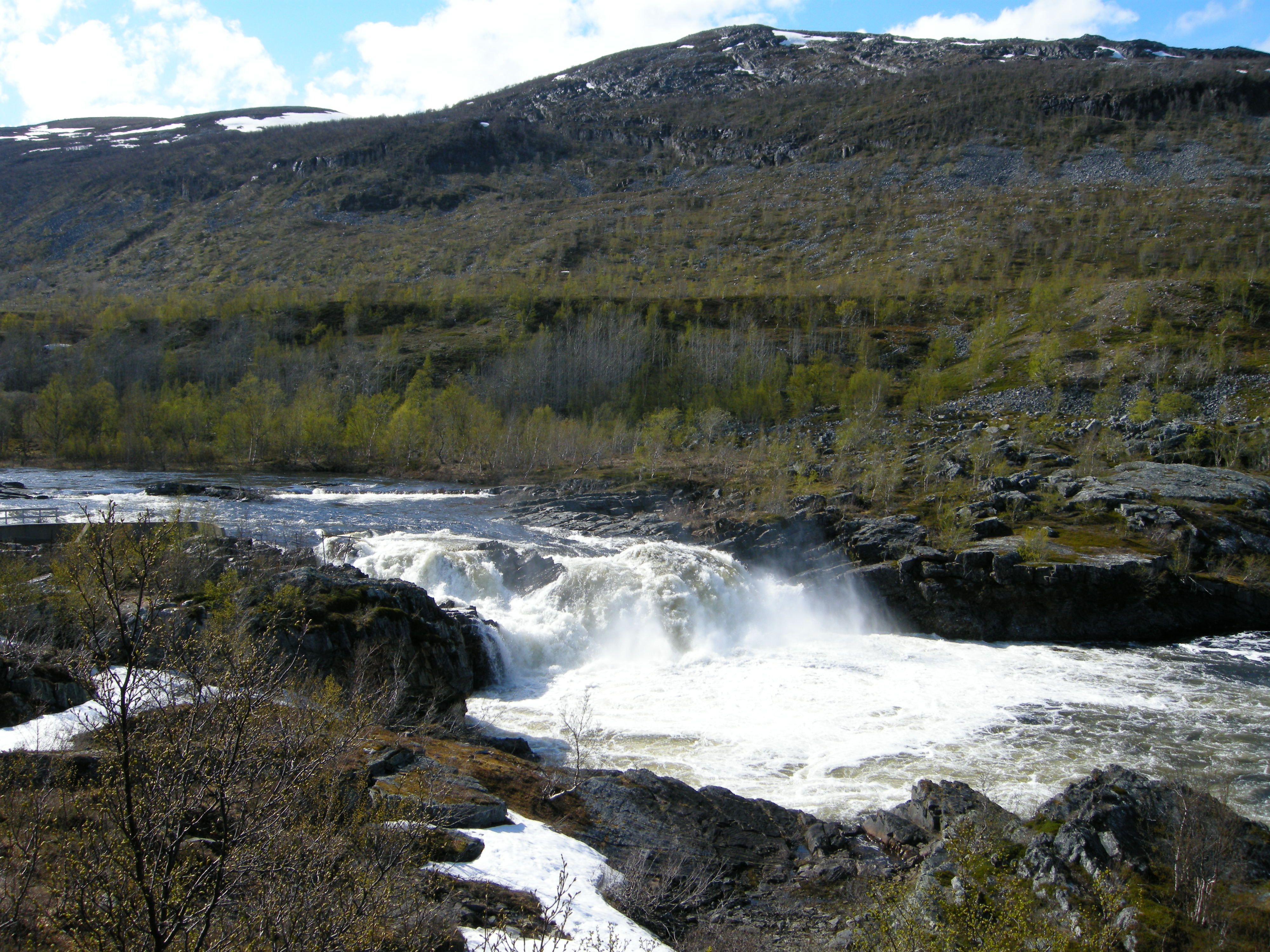
Cascada de Stabbursfossen

Pel poble Sami costaner (sjøsamene), els recursos naturals de Stabbursdalen formen una part important de la seva subsistència. La caça, la pesca i la recol·lecció de farratge per als animals tenen una llarga tradició, però mitjançant una acurada recol·lecció queden algunes restes en el paisatge. A Luobbal, la juncia va ser tallada prèviament per a farratge d'hivern, mentre que les soques d'arbres en el testimoni de boscos de fusta tallada es van fer servir per a la construcció de vaixells i cases. Hi ha restes de pit-cataractes on rens salvatges es caçaven en el passat, però la cria de rens domèstics es va fer càrrec a partir del segle xvii. Avui dia, la zona ofereix el pasturatge d'estiu per als rens.

## Etimologia
La vall fou anomenada primer "Tabors dal" (abans Mont Tabor) per un missioner al segle xviii (en substitució de les llengües sami anomenades Rávttosvuopmi). Però per etimologia popular fou mal entès i s'entengué com a "Stabbursdalen". A continuació, el primer element se suposa que és el genitiu de stabbur (magatzem), i l'últim element dalen significa "vall".